# Lee Vining
Lee Vining település Kaliforniában, az Amerikai Egyesült Államokban. A 2000-es népszámlálás szerint 250 lakosa van.

## Elhelyezkedése
Lee Vining a Sierra Nevada keleti oldalán, a nevadai határ közelében, a Mono-tó partján található. Irányítószáma 93541.

## Közigazgatás, politika
A kisvárosnak nincs saját önkormányzata, hanem a környező Mono megye közigazgatása alá tartozik. Lee Viningot mind a kaliforniai törvényhozás alsó- és felsőházában, mind a szövetségi kongresszusban republikánus politikusok képviselik.

## Közlekedés
Lee Vining az észak-déli irányú, Los Angelest Renóval összekötő US 395-ös főút és a kelet-nyugati irányban, a Tioga-hágón keresztül a Yosemite Nemzeti Parkba vezető 120-as országút találkozásánál fekszik. A téli hónapokban a 120-as út a hótorlaszok miatt járhatatlan. Gépkocsin kívül távolsági busszal is megközelíthető az Eastern Sierra Transit Authority (ESTA) Bridgeportot Bishoppal összekötő járatain. A helységtől mintegy két kilométerre délre közforgalmi repülőtér található.